# Lugoj
Lugoj (maďarsky Lugos, německy Lugosch, srbsky Lugoš) je rumunské město ležící v historickém regionu Banát 350 km severozápadně od hlavního města Bukurešti, protéká jím řeka Timiș. S přibližně 35 tisíci obyvateli je po Temešváru druhým největším městem župy Timiș.

## Historie
Na dnešním předměstí Tapia byla v dobách Dáků a Římanů významná pevnost. První písemná zmínka o Lugoji pochází z roku 1376, název města je odvozen ze slovanského výrazu luh. V šestnáctém století město ovládala Osmanská říše, po znovuzískání je Habsburská monarchie osídlila kolonisty ze Švábska. Současná podoba města pochází z roku 1795, kdy byla německá osada na levém břehu řeky sloučena s Rumuny obývaným pravým břehem do jednoho administrativního celku. V revolučním roce 1848 svolal Eftimie Murgu do Lugoje sněm usilující o sebeurčení Rumunů žijících pod rakouskou nadvládou. Po první světové válce bylo město pod mezinárodní správou, dokud nebylo odhlasováno připojení Banátu k Rumunsku.
Ve městě sídlí eparchie Rumunské řeckokatolické církve. Zdejšími památkami jsou barokní řeckokatolická katedrála Nanebevzetí Panny Marie a železný most z roku 1902. Město je tradičním centrem rumunského textilního průmyslu a prochází jím mezinárodní silnice E 70.

## Demografické údaje
Podle sčítání v roce 1910 mělo město 20 962 obyvatel, z toho 7 322 Rumunů, 6 896 Maďarů a 6 179 Němců, k židovské víře se hlásilo 1 878 osob; na začátku 21. století tvoří Rumuni čtyři pětiny obyvatel, kdežto Maďaři necelých sedm procent a Němci necelá dvě procenta. Počátkem devadesátých let počet obyvatel Lugoje přesáhl padesát tisíc, od té doby se město v důsledku špatné ekonomické situace vylidňuje.

## Osobnosti
Z Lugoje pocházel herec Béla Ferenc Dezső Blaskó, představitel Drakuly v hollywoodských filmech, který na počest svého rodiště používal pseudonym Bela Lugosi. Dalšími rodáky byli politik Aurel Popovici, hudební skladatel György Kurtág a fotbalista Josef Posipal (mistr světa 1954 s týmem západního Německa).